# Plebejus zezuensis
Plebejus zezuensis är en fjärilsart som beskrevs av Seok 1937. Plebejus zezuensis ingår i släktet Plebejus och familjen juvelvingar. Inga underarter finns listade i Catalogue of Life.